# Élections sénatoriales américaines de 2024
Les élections sénatoriales américaines de 2024 ont lieu le 5 novembre 2024 afin de renouveler pour six ans 34 des 100 sièges du Sénat, la chambre haute du Congrès des États-Unis
Sur ce total, 33 sont des sièges dits de « classe 1 » renouvelés de manière ordinaire, auxquels s'ajoutent une élection spéciale au Nebraska pour remplacer un sénateur ayant quitté ses fonctions, et une en Californie à la suite du décès de la sénatrice en poste. Leurs successeurs sont élus pour la durée restante de leurs mandats respectifs. Une élection spéciale et une élection régulière ont ainsi lieu simultanément en Californie pour le même siège.
De nombreuses autres élections fédérales, étatiques et locales, y compris l'élection présidentielle américaine et les élections de la Chambre des représentants ont lieu le même jour.
Le scrutin est une victoire pour le Parti républicain, qui ne perd aucun siège et remporte ceux de plusieurs états, obtenant ainsi la majorité absolue à la chambre haute.

## Contexte
Les précédentes élections sont organisées en 2022 lors des élections de mi-mandat du président démocrate Joe Biden. Le Parti démocrate remporte un siège supplémentaire en battant le Parti républicain en Pennsylvanie. Avec 49 sièges sur 100, il conserve par conséquent la majorité absolue des sièges à la chambre haute avec l'appui des sénateurs indépendants et du vote de la vice-présidente Kamala Harris, qui préside le sénat. Le parti redescend cependant rapidement à 48 sièges, la sénatrice Kirsten Sinema décidant de siéger non plus comme démocrate mais en tant qu'indépendante apparentée démocrate.
En 2024, les élections concernent 33 sièges de classe 1, comprenant 20 démocrates, 3 indépendants en coalition avec les démocrates du Sénat et 10 républicains. Quinze démocrates, neuf républicains et deux indépendants sont candidats à leur réélection.
Au Nebraska, le sénateur républicain, Ben Sasse, démissionne en cours de mandat pour accepter le poste de président de l'université de Floride. Le gouverneur du Nebraska nomme un sénateur par intérim, tandis qu'une élection partielle, dite « spéciale », est organisée en même temps que les élections régulières de 2024 pour qu'un nouveau sénateur soit élu pour la durée restante du mandat de Sasse, élu en 2020,.
En Californie, la mort de la sénatrice démocrate Dianne Feinstein provoque également la tenue d'une élection spéciale pour ce siège de classe 1, en même temps que celle ordinaire. La loi électorale californienne rend en effet obligatoire la tenue d'une élection pour les quelques mois restants du mandat de Feinstein dans la législature sortante, en parallèle de l’élection régulière pour le même siège de sénateur dans la législature qui commencera son mandat en janvier 2025.
Comme lors des précédentes élections sénatoriales de classe 1 en 2018, le renouvellement de 2024 est considéré par les analystes électoraux comme défavorable aux démocrates, qui détiennent 23 des 33 sièges de cette classe. Trois sénateurs démocrates sortants représentent en effet les États remportés par Donald Trump en 2016 et 2020 — le Montana, l'Ohio et la Virginie-Occidentale — tandis qu'aucun républicain ne représente les États remportés par Joe Biden en 2020. De plus, les démocrates défendent des sièges dans six États que Biden a remportés avec une marge à un seul chiffre — le Wisconsin, la Pennsylvanie, le Nevada, le Michigan, le Minnesota et le Maine — tandis que les républicains ne défendent que deux sièges dans des États que Trump a remportés avec une marge à un seul chiffre — en Floride et au Texas.
Les démocrates sont de plus fragilisés en Arizona. Le premier mandat de Kyrsten Sinema, s'y termine. Or, cette dernière a quitté le parti à la fin du 117e congrès, et l'État fait partie de ceux remportés par Biden avec une faible marge. Lors des deux précédents cycles électoraux du Sénat qui coïncidaient avec les élections présidentielles (2016 et 2020), un seul sénateur — la républicaine Susan Collins du Maine en 2020 — a été élu dans un État ayant été remporté par le candidat à la présidence du parti opposé.

## Système électoral

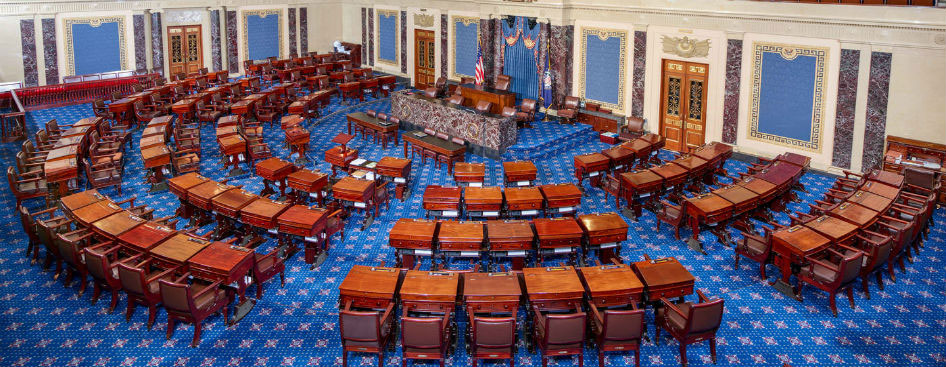
Intérieur du Sénat à Washington.

Le Sénat des États-Unis est la chambre haute de son parlement bicaméral. Il est composé de 100 sièges pourvus pour six ans mais renouvelés par tiers tous les deux ans au suffrage universel direct. Chacun des cinquante États des États-Unis se voit attribuer deux sénateurs, qui, sauf cas exceptionnel, ne sont pas renouvelés au cours du même scrutin. Tous les États ont recours au scrutin uninominal majoritaire à un tour, à l'exception du Maine et de l'Alaska, qui utilisent le vote à second tour instantané, ainsi que de la Louisiane et de la Géorgie, qui utilisent le scrutin uninominal majoritaire à deux tours, avec des seconds tours éventuels respectivement en décembre 2024 et janvier 2025.
Les candidats doivent être âgés d'au moins trente ans, avoir la citoyenneté américaine depuis au moins neuf ans et résider dans l'État où ils se présentent.
Un total de 34 sièges de sénateur sont ainsi à pourvoir en 2024, dont deux cas d'élections anticipées dans deux États, avec l'un des deux pour le même siège que l'un de ceux de classe 1. Les sénateurs élus lors de ces élections spéciales ne le sont cependant que pour le restant de la durée du mandat de leur prédécesseur. Le mandat des 34 sénateurs élus en 2024 pour le 118e congrès débutera le 3 janvier 2025, pour finir le 3 janvier 2031.

## Résultats nationaux
| Partis | Partis                   | Voix | %   | Sièges        | Sièges | Sièges | Sièges        | Sièges        |  |
| Partis | Partis                   | Voix | %   | Total en 2022 | En jeu | Élus   | Total en 2024 | +/-           |  |
| ------ | ------------------------ | ---- | --- | ------------- | ------ | ------ | ------------- | ------------- |  |
|        | Parti républicain        |      |     | 49            | 11     | 15     | 53            | 4             |  |
|        | Parti démocrate          |      |     | 49            | 21     | 17     | 45            | 4             |  |
|        | Parti libertarien        |      |     | 0             | 0      | 0      | 0             | en stagnation |  |
|        | Parti vert               |      |     | 0             | 0      | 0      | 0             | en stagnation |  |
|        | Parti de la Constitution |      |     | 0             | 0      | 0      | 0             | en stagnation |  |
|        | Autres partis            |      |     | 0             | 0      | 0      | 0             | en stagnation |  |
|        | Indépendants             |      |     | 2             | 2      | 2      | 2             | en stagnation |  |
|        | Candidat par écrit       |      |     | 0             | 0      | 0      | 0             | en stagnation |  |
|        |                          |      |     |               |        |        |               |               |  |
| Total  | Total                    |      | 100 | 100           | 34     | 34     | 100           | en stagnation |  |

## Situation par État
| État                 | Sortant  | Sortant            | Sortant       | Sortant | Élu      | Élu                  | Élu           |
| État                 | Sénateur | Sénateur           | Parti         | Élu en  | Sénateur | Sénateur             | Parti         |
| -------------------- | -------- | ------------------ | ------------- | ------- | -------- | -------------------- | ------------- |
| Arizona              |          | Kyrsten Sinema     | Indépendant   | 2018    |          | Ruben Gallego        | Démocrate     |
| Californie           |          | Laphonza Butler    | Démocrate     | 2023    |          | Adam Schiff          | Démocrate     |
| Connecticut          |          | Chris Murphy       | Démocrate     | 2012    |          | Chris Murphy         | Démocrate     |
| Dakota du Nord       |          | Kevin Cramer       | Républicain   | 2018    |          | Kevin Cramer         | Républicain   |
| Delaware             |          | Tom Carper         | Démocrate     | 2000    |          | Lisa Blunt Rochester | Démocrate     |
| Floride              |          | Rick Scott         | Républicain   | 2018    |          | Rick Scott           | Républicain   |
| Hawaï                |          | Mazie Hirono       | Démocrate     | 2012    |          | Mazie Hirono         | Démocrate     |
| Indiana              |          | Mike Braun         | Républicain   | 2012    |          | Jim Banks            | Républicain   |
| Maine                |          | Angus King         | Indépendant   | 2012    |          | Angus King           | Indépendant   |
| Maryland             |          | Ben Cardin         | Démocrate     | 2006    |          | Angela Alsobrooks    | Démocrate     |
| Massachusetts        |          | Elizabeth Warren   | Démocrate     | 2012    |          | Elizabeth Warren     | Démocrate     |
| Michigan             |          | Debbie Stabenow    | Démocrate     | 2000    |          | Elissa Slotkin       | Démocrate     |
| Minnesota            |          | Amy Klobuchar      | Minnesota DFL | 2006    |          | Amy Klobuchar        | Minnesota DFL |
| Mississippi          |          | Roger Wicker       | Républicain   | 2007    |          | Roger Wicker         | Républicain   |
| Missouri             |          | Josh Hawley        | Républicain   | 2018    |          | Josh Hawley          | Républicain   |
| Montana              |          | Jon Tester         | Démocrate     | 2006    |          | Tim Sheehy           | Républicain   |
| Nebraska (I)         |          | Deb Fischer        | Républicain   | 2012    |          | Deb Fischer          | Républicain   |
| Nebraska (II)        |          | Pete Ricketts      | Républicain   | 2023    |          | Pete Ricketts        | Républicain   |
| Nevada               |          | Jacky Rosen        | Démocrate     | 2018    |          | Jacky Rosen          | Démocrate     |
| New Jersey           |          | George Helmy       | Démocrate     | 2024    |          | Andy Kim             | Démocrate     |
| Nouveau Mexique      |          | Martin Heinrich    | Démocrate     | 2012    |          | Martin Heinrich      | Démocrate     |
| New York             |          | Kirsten Gillibrand | Démocrate     | 2009    |          | Kirsten Gillibrand   | Démocrate     |
| Ohio                 |          | Sherrod Brown      | Démocrate     | 2006    |          | Bernie Moreno        | Républicain   |
| Pennsylvanie         |          | Bob Casey          | Démocrate     | 2006    |          | David McCormick      | Républicain   |
| Rhode Island         |          | Sheldon Whitehouse | Démocrate     | 2006    |          | Sheldon Whitehouse   | Démocrate     |
| Tennessee            |          | Marsha Blackburn   | Républicain   | 2018    |          | Marsha Blackburn     | Républicain   |
| Texas                |          | Ted Cruz           | Républicain   | 2012    |          | Ted Cruz             | Républicain   |
| Utah                 |          | Mitt Romney        | Républicain   | 2018    |          | John Curtis          | Républicain   |
| Vermont              |          | Bernie Sanders     | Indépendant   | 2006    |          | Bernie Sanders       | Indépendant   |
| Virginie             |          | Tim Kaine          | Démocrate     | 2012    |          | Tim Kaine            | Démocrate     |
| Virginie-occidentale |          | Joe Manchin        | Démocrate     | 2010    |          | Jim Justice          | Républicain   |
| Washington           |          | Maria Cantwell     | Démocrate     | 2000    |          | Maria Cantwell       | Démocrate     |
| Wisconsin            |          | Tammy Baldwin      | Démocrate     | 2012    |          | Tammy Baldwin        | Démocrate     |
| Wyoming              |          | John Barrasso      | Républicain   | 2007    |          | John Barrasso        | Républicain   |

## Liste des élections par État

### Arizona
La sénatrice indépendante sortante Kyrsten Sinema est élue en 2018 en tant que démocrate ; elle quitte le Parti démocrate en décembre 2022. Le 5 mars 2024, elle annonce renoncer à se présenter à sa réélection.
Avant l'annonce de son retrait, Kyrsten Sinema est considérée comme vulnérable au sein du Parti démocrate en raison de son opposition à certains des programmes du président Joe Biden. Le représentant des États-Unis pour le 3e district de l'Arizona, Ruben Gallego, annonce sa candidature anticipée à la nomination démocrate, qu'il remporte sans opposition.
Parmi les républicains, le shérif du comté de Pinal, Mark Lamb (en) et l'ancienne candidate au poste de gouverneur de 2022, Kari Lake, annoncent leur candidature. Cette dernière remporte la primaire républicaine avec moins de marge que prévu.

Le 5 novembre 2024, Ruben Gallego remporte l'élection avec 50,1 % des voix contre 47,7 % pour Kari Lake. Il devient le premier Latino-Américain élu sénateur des États-Unis pour l'Arizona.

### Californie
La sénatrice démocrate Dianne Feinstein est réélue en 2018 avec 54,2 % des voix contre un autre candidat démocrate. Le 14 février 2023, Dianne Feinstein annonce qu'elle ne se représenterait pas pour un sixième mandat. Cependant, elle décède le 29 septembre 2023, laissant le siège vacant. La démocrate Laphonza Butler, présidente d'Emily's List, est nommée par le gouverneur de Californie Gavin Newsom pour succéder à Dianne Feinstein le 2 octobre 2023. Laphonza Butler annonce ne pas se présenter à l'élection de novembre 2024.
Trois principaux candidats démocrates se présentent pour le siège, les représentants des États-Unis Barbara Lee, Katie Porter et Adam Schiff, ainsi que l'ancien joueur de baseball professionnel Steve Garvey qui se présente comme républicain. Adam Schiff, représentant le 30e district de Californie et ancien président de la Commission permanente sur le renseignement de la Chambre des représentants des États-Unis, est considéré comme le favori de l'establishment du Parti démocrate, tandis que Katie Porter et Barbara Lee représentent l'aile progressiste.
Adam Schiff et Steve Garvey arrivent aux deux premières positions de l'élection primaire non partisane qui a eu lieu le 5 mars 2024, avec respectivement 31,57 % et 31,52 % des voix, leur permettant d'accéder à l'élection générale de novembre. Katie Porter et Barbara Lee, qui obtiennent respectivement 15,32 % et 9,82 % des voix, sont éliminées à l'issue de la primaire non partisane.
En raison des règles électorales de la Californie, il y a deux éléments de vote pour le même siège : une élection générale, pour élire un sénateur de classe 1 pour un mandat complet commençant avec le 119e congrès des États-Unis, qui doit prêter serment le 3 janvier 2025 ; et une élection spéciale pour occuper ce siège pendant les dernières semaines du 118e congrès.

Le 5 novembre 2024, Adam Schiff remporte l'élection générale.

### Connecticut
Le sénateur démocrate sortant Chris Murphy, élu pour un premier mandat en 2012, est réélu en 2018 avec 59,5 % des voix. Il annonce qu'il se présente pour un troisième mandat en mars 2023. Il est désigné par les démocrates comme candidat du Parti en mai 2024.
La primaire républicaine est remportée par l'homme d'affaire Matthew Corey, qui était déjà le candidat républicain en 2018.

Le 5 novembre 2024, Chris Murphy remporte l'élection avec 58,6 % des voix.

### Dakota du Nord
Le sénateur républicain sortant Kevin Cramer est élu en 2018 avec 55,1 % des voix. Kevin Cramer se présente à sa réélection.
Katrina Christiansen, professeure d'ingénierie à l'université de Jamestown et candidate au Sénat en 2022, est la candidate du Parti démocrate.

Le 5 novembre 2024, Kevin Cramer remporte l'élection avec 66,5 % des voix.

### Delaware
Le sénateur démocrate sortant Tom Carper est réélu en 2018, pour un quatrième mandat, avec 60,0 % des voix. Le 22 mai 2023, il annonce qu'il prend sa retraite politique et qu'il ne brigue pas de cinquième mandat.
La représentante des États-Unis pour Delaware, Lisa Blunt Rochester, se présente à la nomination démocrate pour succéder à Tom Carper. Ce dernier lui apporte sont soutien.
Le gouverneur sortant du Delaware, John C. Carney, est considéré comme un candidat démocrate potentiel. Cependant, en octobre 2023, John C. Carney annonce qu'il se présente à la mairie de Wilmington.
Parmi les républicains, l'homme d'affaires Eric Hansen a annoncé sa candidature.

Le 5 novembre 2024, Lisa Blunt Rochester remporte l'élection avec 56,6 % des voix. Elle devient la première femme et la première personne Afro-Américaine à représenter le Delaware au Sénat.

### Floride
Le sénateur républicain sortant, l'ancien gouverneur de Floride Rick Scott, est élu de justesse en 2018 avec 50,06 % des voix. Dès 2021, il annonce se présenter à sa réélection pour un second mandat.
Le procureur adjoint du comté de Brevard, Keith Gross, et l'acteur John Columbus défient Scott lors de la primaire républicaine,. En août 2024, Rick Scott remporte la nomination républicaine avec 85,38 % des voix.
L'ancienne représentante des États-Unis pour le 26e district de Floride, Debbie Mucarsel-Powell, se présente à la nomination démocrate pour défier Scott.

Le 5 novembre 2024, Rick Scott remporte l'élection avec 55,6 % des voix.

### Hawaï
La sénatrice démocrate sortante Mazie Hirono, élue en 2012, est réélue en 2018 avec 71,2 % des voix. Mazie Hirono se présente pour un troisième mandat et remporte la primaire démocrate en août 2024.
Lors d'une primaire à six candidats, l'ancien représentant de l'État Bob McDermott (en) remporte la nomination du Parti républicain.

Le 5 novembre 2024, Mazie Hirono remporte l'élection avec 64,6 % des voix.

### Indiana
Le sénateur républicain Mike Braun est élu en 2018 avec 50,8 % des voix. Mike Braun renonce à se représenter au poste de sénateur, pour concourir au poste de gouverneur de l'Indiana.
Le représentant des États-Unis pour le 3e district de l'Indiana, Jim Banks, se présente sans opposition à la primaire républicaine après que son seul concurrent, l'homme d'affaires John Rust soit disqualifié.
La psychologue Valerie McCray remporte la nomination du Parti démocrate face à l'ancien représentant de l'État Marc Carmichael.

Le 5 novembre 2024, Jim Banks remporte l'élection avec 58,7 % des voix.

### Maine
Le sénateur indépendant sortant Angus King, élu en 2012, est réélu en 2018 avec 54,3 % des voix lors d'une élection à trois candidats. Après avoir laissé entendre qu'il pourrait prendre sa retraite, il annonce en décembre 2022 sa candidature à un troisième mandat.
Le consultant démocrate David Costello et la dentiste Demitroula Kouzounas, ancienne présidente du Parti républicain du Maine, remportent tous deux sans opposition la nomination de leur parti respectif,.

Le 5 novembre 2024, Angus King remporte l'élection avec 52.1 % des voix.

### Maryland
Le sénateur démocrate sortant Ben Cardin, ayant exercé trois mandats, est réélu en 2018 avec 64,9 % des voix. Le 1er mai 2023, Ben Cardin annonce qu'il ne se présente pas à sa réélection.
Pour la nomination du Parti démocrate, la cheffe de l'exécutif du comté du Prince George, Angela Alsobrooks, affronte le représentant des États-Unis pour le 6e district du Maryland, David Trone. Lors de la primaire, David Trone autofinance sa campagne à hauteur de 61,7 millions de dollars et submerge les ressources de la campagne d'Angela Alsobrooks. Cette dernière bénéficie du soutien de la plupart des élus démocrates du Maryland, dont ceux du sénateur Chris Van Hollen et du gouverneur Wes Moore. En seconde position dans les sondages pendant la majeure partie de la primaire démocrate, Angela Alsobrooks bénéficie d'un regain de soutien dans les dernières semaines de campagne,. Elle remporte la primaire démocrate le 14 mai 2024, avec 53,37 % des voix contre 42,80 % pour David Trone.
Lors de la course à la nomination républicaine, l'ancien gouverneur républicain Larry Hogan, considéré comme modéré, refuse dans un premier temps de se présenter, puis dépose sa candidature de manière inattendue quelques heures avant la date limite de dépôt des candidatures. Il remporte la primaire républicaine face à l'ancien délégué de l'État Robin Ficker.

Le 5 novembre 2024, Angela Alsobrooks remporte l'élection.

### Massachusetts
La sénatrice démocrate sortante Elizabeth Warren, élue en 2012, est réélue en 2018 avec 60,3 % des voix. Le 27 mars 2023, Elizabeth Warren annonce se présenter à sa réélection.
L'avocat John Deaton remporte la nomination du Parti républicain, face à l'homme d'affaire Robert Antonellis et le président du conseil municipal de Quincy Ian Cain.

Le 5 novembre 2024, Elizabeth Warren remporte l'élection avec 59,6 % des voix.

### Michigan
La sénatrice démocrate sortante Debbie Stabenow, ayant effectuée quatre mandats, est réélue en 2018 avec 52,3 % des voix. Le 5 janvier 2023, elle annonce prendre sa retraite et ne pas présenter pour un cinquième mandat.
La représentante des États-Unis pour le 7e district du Michigan Elissa Slotkin et la représentante de l'État Leslie Love annoncent leur candidature à la nomination démocrate. L'homme d'affaires et candidat républicain à ce siège en 2006, Nasser Beydoun, déclare également sa candidature en tant que démocrate. L'acteur Hill Harper annonce sa candidature pour la nomination démocrate en juillet 2023. Le 6 août 2024, Elissa Slotkin remporte la nomination du Parti démocrate.
Les anciens représentants des États-Unis Mike Rogers et Justin Amash, ainsi que le gestionnaire de fonds spéculatifs Sandy Pensler se présentent à la primaire républicaine. Le représentant John James, candidat républicain à ce siège en 2018 et à l'autre siège sénatorial du Michigan en 2020, refuse de se présenter. Mike Rogers remporte la nomination du Parti républicain.

Le 5 novembre 2024, Elissa Slotkin remporte de peu l'élection avec 48,6 % des voix contre 48,3 % des voix pour Mike Rogers.

### Minnesota
La sénatrice démocrate sortante Amy Klobuchar est réélue en 2018 pour un troisième mandat avec 60,3 % des voix. Elle brigue un quatrième mandat et obtient la nomination du Parti démocrate fermier ouvrier du Minnesota par acclamation en juin 2024.
L'ancien basketteur de la NBA Royce White remporte la primaire républicaine, le 13 août 2024, avec 38 % des voix, face au banquier et commandant de la marine américaine à la retraite Joe Fraser qui termine deuxième avec 29 % des voix.

Le 5 novembre 2024, Amy Klobuchar remporte l'élection avec 56,3 % des voix.

### Mississippi
Le sénateur républicain sortant Roger Wicker est réélu en 2018 avec 58,5 % des voix. Il se présente pour un troisième mandat.
Lors de la primaire républicaine, Roger Wicker affronte le représentant de l'État Dan Eubanks et gagne la nomination avec 61,4% des voix. Lors de l'élection, il fait face à l'avocat démocrate Ty Pinkins.

Le 5 novembre 2024, Roger Wicher remporte l'élection avec 63,4 % des voix.

### Missouri
Le sénateur républicain sortant Josh Hawley est élu en 2018 avec 51,4 % des voix. Il se présente à la réélection.
Le vétéran du Corps des Marines Lucas Kunce, qui s'est présenté sans succès au siège de sénateur de classe 3 en 2022, emporte la nomination du Parti démocrate le 6 août 2024.

Le 5 novembre 2024, Josh Hawley remporte l'élection avec 55,6 % des voix.

### Montana
Le sénateur démocrate sortant Jon Tester est réélu de justesse en 2018 avec 50,3 % des voix. Le 22 février 2023, il annonce briguer un quatrième mandat. John Tester est l'un des deux sénateurs démocrates en lice pour la réélection qui représentent les États remportés par le Donald Trump lors des élections présidentielles de 2016 et 2020.
Lors de la primaire républicaine, le représentant des États-Unis Matt Rosendale se présenté en février 2024, avant de se retirer de la course quelques jours plus tard. L'homme d'affaires et ancien officier des Navy SEAL Tim Sheehy remporte la nomination républicaine en juin 2024.

Le 5 novembre 2024, Tim Sheehy remporte l'élection avec 52,6 % des voix.

### Nebraska
Deux élections sénatoriales ont lieu simultanément au Nebraska, en raison de la démission du sénateur Ben Sasse.

#### Nebraska (ordinaire)
La sénatrice républicaine sortante Deb Fischer, élue en 2012, est réélue en 2018 avec 57,7 % des voix. Le 14 mai 2021, Deb Fischer annonce qu'elle se présente à sa réélection, bien qu'elle ait précédemment déclaré son intention de se retirer.
Dan Osborn, dirigeant syndical et tuyauteur industriel, se présente comme indépendant. Le Parti démocrate ne présente aucun candidat pour le soutenir, bien qu'il ait déclaré qu'il n'acceptait l'aide d'aucun parti.

Le 5 novembre 2024, Deb Fischer remporte l'élection avec 53,6 % des voix.

#### Nebraska (partielle)
Le sénateur républicain Ben Sasse démissionne de son siège le 8 janvier 2023 pour devenir président de l'université de Floride. L'ancien gouverneur du Nebraska et candidat au Sénat en 2006, Pete Ricketts, est nommé par le gouverneur Jim Pillen. Une élection partielle pour le siège est nécessaire pour que le sénateur désigné puisse exercer ses fonctions jusqu'à l'expiration du mandat initial.
Pete Ricketts remporte la primaire républicaine face au vétéran de l'armée de l'air John Glen Weave. L'ancien professeur de l'université du Nebraska à Omaha, Preston Love Jr., se présente comme démocrate.

Le 5 novembre, Pete Ricketts remporte l'élection avec 62,8 % des voix.

### Nevada
La sénatrice démocrate sortante Jacky Rosen est élue en 2018 avec 50,4 % des voix. Jacky Rosen annonce se présenter pour un second mandat en avril 2023. Le 11 juin 2024, elle remporte la primaire du Parti démocrate.
Lors de la primaire républicaine, Sam Brown, vétéran et candidat au Sénat en 2022, affronte l'ancien ambassadeur américain en Islande Jeffrey Ross Gunter et l'ancien député de l'État Jim Marchant. Le 11 juin 2024, Sam Brown remporte la nomination du Parti républicain.

Le 5 novembre 2024, à l'issue d'un scrutin serré, Jacky Rosen remporte l'élection avec 47,9 % des voix contre 46,2 % des voix pour Sam Brown.

### New Jersey
Le sénateur démocrate Bob Menendez est réélu pour un troisième mandat en 2018 avec 54,0 % des voix. Le 13 juillet 2021, le New Jersey Globe rapporte que Bob Menendez prévoit de se présenter pour un quatrième mandat. Le 22 septembre 2023, Bob Menendez est inculpé pour corruption par le procureur fédéral pour le district sud de New York, Damian Williams,. Prévoyant dans un premier temps de se retirer de la course au Sénat, Bob Menendez revient sur sa décision le 14 mars 2024 et tente de se présenter à sa réélection en tant que candidat indépendant. Après sa condamnation le 16 juillet 2024, il annonce démissionner le 20 août et suspendre sa candidature,. Le gouverneur du New Jersey Phil Murphy annonce la nomination de son ancien chef de cabinet, George Helmy, pour assurer l'intérim avant les élections.
Immédiatement après l'inculpation fédérale du sénateur Bob Menendez, le représentant des États-Unis pour le 3e district du New Jersey, Andy Kim, annonce sa candidature pour la nomination du Parti démocrate. Quelques semaines plus tard, le 15 novembre 2023, la première dame du New Jersey et ancienne financière chez Goldman Sachs, Tammy Murphy, annonce sa candidature. Face à l'avance d'Andy Kim et aux accusations de népotisme, elle met fin à sa candidature en mars 2024. Andy Kim remporte la primaire démocrate le 4 juin 2024.
Lors de la primaire républicaine, la maire de Mendham, Christine Serrano Glassner et le promoteur immobilier Curtis Bashaw se présentent. Le 4 juin 2024, Curtis Bashaw remporte la primaire républicaine de manière inattendue.

Le 5 novembre 2024, Andy Kim remporte l'élection et devient le premier Coréo-Américain élu au Sénat.

### New York
La sénatrice démocrate sortante Kirsten Gillibrand est réélue en 2018 avec 67,0 % des voix. Elle brigue un troisième mandat.
L'ancien détective du New York City Police Department, Mike Sapraicone, déclare sa candidature à la primaire républicaine, et obtient la nomination du Parti républicain le 22 février 2024.

Le 5 novembre 2024, Kirsten Gillibrand remporte l'élection avec des 58,9 % des voix.

### Nouveau-Mexique
Le sénateur démocrate sortant Martin Heinrich, élu en 2012, est réélu en 2018 avec 54,1 % des voix. Il se présente pour un troisième mandat et remporte la nomination du Parti démocrate le 4 juin 2024.
La dirigeante de fonds spéculatifs Nella Domenici, dont le père Pete Domenici a siégé au Sénat de 1973 à 2009, annonce sa candidature à la primaire républicaine le 17 janvier 2024. Elle remporte l'investiture du Parti républicain le 4 juin 2024.

Le 5 novembre 2024, Martin Heinrich remporte l'élection avec 55,1 % des voix.

### Ohio
Le sénateur démocrate sortant Sherrod Brown est réélu en 2018 pour un troisième mandat avec 53,4 % des voix. En septembre 2022, Sherrod Brown annonce briguer un quatrième mandat. Il est l'un des deux sénateurs démocrates en lice pour leur réélection au sein d'États remportés par le Donald Trump lors des élections présidentielles de 2016 et 2020.
Lors de la primaire républicaine, l'homme d'affaires Bernie Moreno soutenu par Donald Trump affronte le sénateur d'État Matt Dolan et le secrétaire de l'État Frank LaRose. Bernie Moreno remporte l'investiture du Parti républicain avec des voix.

Le 5 novembre 2024, Bernie Moreno remporte l'élection avec 50,2 % des voix.

### Pennsylvanie
Le sénateur démocrate sortant Bob Casey Jr. est réélu en 2018 pour un troisième mandant avec 55,7 % des voix. Bob Casey annonce se présenter pour un quatrième mandat en avril 2023. Sans adversaire lors de la primaire démocrate, il remporte la nomination du Parti démocrate en avril 2024.
Sans adversaire lors de la primaire républicaine, l'ancien directeur général du fonds d'investissement Bridgewater Associates, David McCormick, remporte la nomination du Parti républicain en avril 2024. Avant de rejoindre Bridgewater Associates en 2009, David McCormick avait exercé les fonctions de conseiller adjoint à la sécurité nationale, de sous-secrétaire au Commerce et de sous-secrétaire au Trésor au sein de l'administration Bush.

Le 5 novembre 2024, David McCormick remporte de peu l'élection avec 48,8 % des voix contre 48,6 % des voix pour Bob Casey Jr..

### Rhode Island
Le sénateur démocrate sortant Sheldon Whitehouse est réélu en 2018 pour un troisième mandat avec 61,4 % des voix. Il brigue un quatrième mandat. Il affronte la républicaine Patricia Morgan, représentante de l'État.

Le 5 novembre 2024, Sheldon Whitehouse remporte l'élection avec 59,9 % des voix.

### Tennessee
La sénatrice républicaine sortante Marsha Blackburn, est élue en 2018 avec 54,7 % des voix. Marsha Blackburn brigue un second mandat. La candidate démocrate est la représentante de l'État Gloria Johnson.

Le 5 novembre 2025, Marsha Blackburn remporte l'élection avec 63,8 % des voix.

### Texas
Le sénateur républicain sortant Ted Cruz est réélu en 2018 pour un second mandat avec 50,89 % des voix. En novembre 2022, il annonce se présenter pour un troisième mandat.
Lors de la primaire démocrate, le représentant des États-Unis pour le 32e district du Texas et ancien joueur de la NFL, Colin Allred, affronte le sénateur d'État Roland Gutierrez et le représentant d'État Carl Sherman. Il remporte la nomination du Parti démocrate avec 58,87 % des voix en mars 2024.

Le 5 novembre 2024, Ted Cruz remporte l'élection avec 53,1 % des voix.

### Utah
Le sénateur républicain sortant Mitt Romney est élu en 2018 avec 62,6 % des voix. Le 13 septembre 2023, Mitt Romney annonce qu'il ne se représenterait pas en 2024.
Lors de la primaire républicaine, le représentant des États-Unis pour le 3e district de l'Utah, John Curtis, affronte le maire de Riverton Trent Staggs et le président de la Chambre des représentants de l'État Brad Wilson. Il remporte la nomination du Parti républicain avec 69,74 % des voix.
La candidate démocrate est la skieuse professionnelle Caroline Gleich.

Le 5 novembre 2024, John Curtis remporte l'élection. 

### Vermont
Le sénateur indépendant sortant Bernie Sanders, est réélu en 2018 pour un troisième mandat avec 67,4 % des voix. En mai 2024, il annonce briguer un quatrième mandat.
L'homme d'affaires Gerald Malloy, candidat républicain au Sénat en 2022, obtient la nomination du Parti républicain sans opposition.

Le 5 novembre 2024, Bernie Sanders remporte l'élection avec 63,3 % des voix.

### Virginie
Le sénateur démocrate sortant Tim Kaine est réélu en 2018 pour un deuxième mandat avec 57,0 % des voix. Le 20 janvier 2023, il annonce se présenter pour un troisième mandat.
Le vétéran de l'US Navy Hung Cao, qui s'était présenté sans succès dans le 10e district de Virginie en 2022, remporte l'investiture du Parti républicain,.

Le 5 novembre 2024, Tim Kaine remporte l'élection avec 54,1 % des voix.

### Virginie-Occidentale
Le sénateur sortant indépendant Joe Manchin est réélu en 2018, en tant que démocrate, avec 49,6 % des voix. Considéré comme le sénateur sortant le plus vulnérable au vu de la configuration très conservatrice de la Virginie-Occidentale, il entretient pendant plusieurs mois le flou sur sa candidature, puis le 9 novembre 2023, il annonce renoncer à présenter à sa réélection.
Le gouverneur républicain sortant Jim Justice remporte la nomination du Parti républicain en battant le représentant des États-Unis pour le 2e district de Virginie-Occidentale, Alex Mooney,,.
Le maire de Wheeling, Glenn Elliott, qui a le soutien de Joe Manchin, remporte la nomination du Parti démocrate.

Le 5 novembre 2024, Jim Justice remporte l'élection avec 68,9 % des voix.

### Washington
La sénatrice démocrate sortante Maria Cantwell est réélue en 2018 pour un quatrième mandat avec 58,3 % des voix. Elle se présente pour un cinquième mandat.
Le médecin urgentiste Raul Garcia, qui s'était présenté dans un premier temps pour le poste de gouverneur, annonce se présenter à l'élection sénatoriale en tant que républicain.
Lors de la primaire non partisane qui se tient le 6 août 2024, Maria Cantwell et Raul Garcia arrivent en tête, avec respectivement 57,18 % et 22,13 % des voix, et se qualifient pour l'élection générale.

Le 5 novembre 2024, Maria Cantwell remporte l'élection.

### Wisconsin
La sénatrice démocrate sortant Tammy Baldwin est réélue en 2018 pour un deuxième mandat avec 55,4 % des voix. Elle se présente à sa réélection.
Le gestionnaire de fonds spéculatifs Eric Hovde, candidat au Sénat en 2012 mais éliminé au stade des primaires, annonce une deuxième tentative de nomination pour être le candidat du GOP. Il remporte la nomination du Parti républicain le 13 août 2024.
Le 5 novembre 2024, Tammy Baldwin remporte l'élection avec 49,4 % des voix contre 48,5 % des voix pour Eric Hovde.

Eric Hovde doute du résultat, ne concède pas immédiatement, il envisage de demander un recomptage. Il admet finalement sa défaite le 18 novembre.

### Wyoming
Le sénateur républicain sortant John Barrasso est réélu en 2018 avec 67,0 % des voix. Le 19 avril 2024, John Barrasso annonce se présenter à sa réélection. Il remporte l'investiture du Parti républicain en août 2024.
Scott Morrow, est le candidat démocrate.

Le 5 novembre 2024, John Barrasso remporte l'élection avec 75,7 % des voix.

## Analyse et conséquences
Le Parti républicain sort grand vainqueur des élections. Il ne perd ainsi aucun des États qu'il détenait, tout en l'emportant sur les démocrates dans les États de Virginie-Occidentale, du Montana, de l'Ohio et de Pennsylvanie que ces derniers détenaient jusqu'alors. 
Le scrutin conduit par conséquent le républicain Donald Trump, élu le même jour à la présidence, à bénéficier d'une majorité absolue à la chambre haute. Le contrôle du Sénat est une victoire décisive pour la future administration républicaine. Celui-ci, en plus de voter les lois fédérales et de disposer de pouvoirs d’enquête, a en effet le pouvoir de bloquer les nominations aux postes clés de l’exécutif, l'approbation de ses membres étant indispensable pour confirmer certains membres de l’administration, ceux des agences fédérales comme le FBI ou les juges de la Cour suprême.